# Centropodini
Centropodini – monotypowe plemię ptaków z podrodziny kukali (Centropodinae) w rodzinie kukułkowatych (Cuculidae).

## Zasięg występowania
Plemię obejmuje gatunki występujące w orientalnej Azji, Australazji i Afryce.

## Morfologia
Długość ciała 30–80 cm; masa ciała 88–500 g.

## Systematyka

### Etymologia
- Nisus: średniowiecznołac. nisus „krogulec”, od Nisosa lub Nisusa (gr. Νίσου Nisou), w mitologii greckiej syna Pandiona II i króla Megary, który został zamieniony w jastrzębia po tym, jak jego miasto zostało zdradzone Minosowi z Krety przez jego własną córkę, Scyllę. Scylla została zamieniona w skowronka, skazana na wieczne latanie w strachu przed własnym ojcem. W niektórych wersjach mitu Nisus został zmieniony w rybołowa[16]. Gatunek typowy: Cuculus senegalensis Linnaeus, 1766.
- Centropus: gr. κεντρον kentron „ostroga, kolec”; πους pous, ποδος podos „stopa”. Kukale mają długie, ostrogo-podobne wewnętrzne tylne pazury[17].
- Polophilus: gr. πωλος pōlos „młody”; φιλος philos „miłośnik”[18]. Gatunek typowy: Cuculus phasianinus Latham, 1801.
- Huhus: na podstawie „Houhou d’Égypte” de Buffona z lat 1770–1783[19]. Gatunek typowy: nie podano.
- Onixylus: gr. ονυξ onux, ονυχος onukhos „pazur”; ξυλον xulon „maczuga”[20]. Gatunek typowy: nie podano.
- Corydonyx: gr. κορυδων korudōn, κορυδωνος korudōnos „skowronek”, od κορυς korus, κορυθος koruthos „hełm”; ονυξ onux, ονυχος onukhos „pazur, paznokieć”[21]. Gatunek typowy: Cuculus toulou Statius Müller, 1776.
- Toulou: epitet gatunkowy Cuculus toulou Statius Müller, 1776; malg. Toloho „kukal malgaski”[22]. Gatunek typowy: Cuculus toulou Statius Müller, 1776.
- Centrococcyx: gr. κεντρον kentron „ostroga, kolec”; κοκκυξ kokkux, κοκκυγος kokkugos „kukułka”[23]. Gatunek typowy: Cuculus viridis Scopoli, 1786.
- Nesocentor: gr. νησος nēsos „wyspa”; κεντωρ kentōr, κεντορος kentoros „poganiacz” (tj. z kolcem), od κεντρον kentron „ostroga”, od κεντεω kenteō „kłuć ościeniem, popędzać”[24]. Gatunek typowy: Centropus goliath Bonaparte, 1850.
- Pyrrhocentor: gr. πυρρος purrhos „koloru płomienia, czerwony”, od πυρ pur, πυρος puros „ogień”; κεντωρ kentōr, κεντορος kentoros „poganiacz” (tj. z kolcem), od κεντρον kentron „ostroga”, od κεντεω kenteō „kłuć ościeniem, popędzać”[25]. Gatunek typowy: Centropus bicolor Lesson, 1830 (= Centropus celebensis Quoy & Gaimard, 1830).
- Grillia: epitet gatunkowy Centropus grillii Hartlaub, 1861[26]; Johan Wilhelm Grill (1815–1864), szwedzki patron naukowy, antykwariusz oraz bibliofil[27]. Gatunek typowy: Centropus grillii Hartlaub, 1861.
- Megacentropus: gr. μεγας megas „wielki”; rodzaj Centropus Illiger, 1811[28]. Gatunek typowy: Centropus cupreicaudus Reichenow, 1896.
- Anacentropus: gr. ανα ana „znowu, jeszcze raz”; rodzaj Centropus Illiger, 1811[29]. Gatunek typowy: Centropus superciliosus pymi Roberts, 1914 (= Centropus superciliosus Hemprich & Ehrenberg, 1828).

### Podział systematyczny
Do plemienia należy jeden rodzaj z następującymi gatunkami:

- Centropus milo Gould, 1856 – kukal płowogłowy
- Centropus ateralbus Lesson, 1826 – kukal srokaty
- Centropus menbeki Lesson & Garnot, 1828 – kukal wielki
- Centropus chalybeus (Salvadori, 1876) – kukal stalowy
- Centropus unirufus (Cabanis & F. Heine Sr., 1863) – kukal rdzawy
- Centropus chlororhynchos Blyth, 1849 – kukal jasnodzioby
- Centropus melanops Lesson, 1830 – kukal czarnolicy
- Centropus steerii Bourns & Worcester, 1894 – kukal czarnogłowy
- Centropus rectunguis Strickland, 1847 – kukal krótkopalcowy
- Centropus celebensis Quoy & Gaimard, 1830 – kukal celebeski
- Centropus anselli Sharpe, 1874 – kukal płowobrzuchy
- Centropus leucogaster (Leach, 1814) – kukal białobrzuchy
- Centropus senegalensis (Linnaeus, 1766) – kukal senegalski
- Centropus monachus Rüppell, 1837 – kukal niebieskogłowy
- Centropus cupreicaudus Reichenow, 1896 – kukal miedzianosterny
- Centropus superciliosus Hemprich & Ehrenberg, 1828 – kukal białobrewy
- Centropus nigrorufus (Cuvier, 1816) – kukal jawajski
- Centropus sinensis (Stephens, 1815) – kukal zmienny
- Centropus goliath Bonaparte, 1850 – kukal olbrzymi
- Centropus toulou (Statius Muller, 1776) – kukal malgaski
- Centropus grillii Hartlaub, 1861 – kukal mały
- Centropus viridis (Scopoli, 1786) – kukal filipiński
- Centropus bengalensis (J.F. Gmelin, 1788) – kukal bengalski
- Centropus violaceus Quoy & Gaimard, 1830 – kukal fioletowy
- Centropus bernsteini Schlegel, 1866 – kukal papuaski
- Centropus phasianinus (Latham, 1801) – kukal bażanci
- Centropus colossus R.F. Baird, 1985 – takson wymarły (okres istnienia nieustalony)[31].